# Tetraponera claveaui
Tetraponera claveaui é uma espécie de formiga do gênero Tetraponera, pertencente à subfamília Pseudomyrmecinae.